# Mainacht (Film)
Mainacht (Alternativtitel: Die Mainacht; Originaltitel: russisch Майская ночь, или Утопленница, Maiskaja notsch, ili Utoplenniza) ist ein sowjetischer 3D-Märchenfilm von Alexander Rou aus dem Jahr 1952, der der Erzählung Mainacht oder Die Ertrunkene von Nikolai Gogol folgt.

## Handlung
Der junge Kosak Lewko trifft sich heimlich mit der Kosakentochter Hanna, da ihr Vater eine Heirat der beiden Verliebten ablehnt. Beim Spazierengehen stoßen sie auf ein Herrenhaus, das an einem tiefen Teich steht. Lewko erzählt Hanna, dass dort einst ein verwitweter Vater mit seiner Tochter Pannotschka lebte und dass, als sich der Vater ein neues Weib zur Frau nahm, sich dieses gegenüber der Tochter als grausame Hexe entpuppte, was dazu führte, dass sich Pannotschka vor Kummer in den tiefen Teich stürzte.
Später begibt sich Lewko alleine an den Teich, wo er ein Schläfchen hält. Im Traum begegnet er Pannotschka, die ihm mitteilt, dass sich ihre böse Stiefmutter nach dem Tode, für Pannotschka unerkennbar, unter die sich gleichenden, ertrunkenen Mädchen des Teichs mischte und sie so weiterhin quält. Lewko hilft ihr dabei die Hexe zu erkennen, wodurch Pannotschka erlöst wird. Aus Dank hält er nach dem Erwachen einen kaiserlichen Brief in den Händen, der seine Hochzeit mit Hanna befiehlt.

## Veröffentlichung
Mainacht kam am 31. Oktober 1952 in die sowjetischen Kinos. In den Kinos der DDR erschien der Film am 19. Juni 1953.